# Anotaspis particula
Anotaspis particula (лат.) — вид полужесткокрылых насекомых-кокцид подсемейства Ancepaspidinae из семейства щитовки (Diaspididae).

## Распространение
Центральная Америка: Панама.

## Описание
Мелкие щитовки (длина взрослой особи менее 1 мм). Самка второй стадии чрезвычайно миниатюрна и немного больше первого экзувия, который перекрывает его и выглядит чёрным с желтоватым задним концом. Самец удлинённый, белый, с черноватым экзувием на одном конце. Биология не изучена. Этот вид был найден на нижней стороне листьев, причем самки всегда прятались вдоль жилки, а самцы были разбросаны по поверхности листа и служили главным доказательством присутствия насекомого.

## Классификация
Вид был впервые описан в 1941 году. Этот вид нельзя сравнить ни с одним видом, кроме Radiaspis indica. Он отличается, в частности, полным отсутствием каких-либо маргинальных пигидиальных структур.